# 남당회맹단
남당회맹단(南塘會盟壇)은 전북특별자치도 고창군 흥덕면 용반리에 있다. 2004년 6월 8일 고창군의 향토문화유산 제4호로 지정되었다.

## 지정 사유
남당회맹단은 임진왜란때 이고장 출신의 의병장이었던 채홍국과 맹주장 고덕붕 등 92인이 이곳 맹단에 모여 삽혈동맹하고 의곡 300석을 모아 의주행제소로 보내는 한편 정유재란(1597)이 일어나자 의병을 규합하여 그해 3월 23일에 흥덕 장사산 등에서 왜적을 격퇴하고 부안 호벌치에서 전투 끝에 동년 4월 23일에 92명의 의사와 300여 의병이 장열하게 순국하였다. 채홍국은 이런 충절로 고종 9년(1872)에 병조판서에 추증되고 정려가 내려졌다.

## 같이 보기
- 정유재란 호벌치 전적지 - 전라북도 기념물 제30호